# Diyala (Fluss)
Der Diyala (arabisch نهر ديالى, DMG Nahr Diyālā; Kurdisch: Sîrwan, persisch سيروان, DMG Sīrvān) ist ein Nebenfluss des Tigris. Der iranische Teil des Flusses heißt Sirvan, während sich Diyala auf den irakischen Abschnitt bezieht.
Er entspringt im Iran und fließt durch den Iran und den Irak. Seine Gesamtlänge beträgt 443 km. Die Etymologie des Namens ist unbekannt. In der Antike war der Fluss als Σίλλα (Sílla) oder Δέλαζ (Délaz) bekannt. Die irakische Provinz Diyala ist nach diesem Fluss benannt.
Die Quelle liegt in der Nähe der Stadt Hamadan im Zagrosgebirge. Der Diyala bildet 32 km der iranisch-irakischen Grenze. Südlich von Bagdad trifft der Diyala auf den Tigris. Nur der untere Teil des Flusses ist schiffbar und bildet eine wichtige Route für den Handel zwischen dem Iran und dem Irak. Am Unterlauf des Diyalas gibt es einen Staudamm.
Der im 3. Jahrhundert begonnene Nahrawan-Kanal und der Diyala haben im Laufe des Mittelalters teilweise ihren Lauf getauscht. So ist der Unterlauf des Nahrawan vermutlich der ehemalige Unterlauf des Diyalas, wohingegen der moderne Unterlauf des Diyalas wohl einem ehemaligen Nebenkanal des Nahrawan folgt.
Es liegen mehrere archäologische Fundstätten wie zum Beispiel Tell Agreb, Tell Asmar, Nerebtum und Ḫafāǧī im Gebiet des Diyalas.